# Caspar Wessel
 Ikke at forveksle med Caspar von Wessel.
Caspar Wessel (født 7. eller 8. juni 1745 i Jonsrud ved Vestby, død 25. marts 1818 i København) var en dansk-norsk matematiker. Hans ældre bror var forfatteren Johan Herman Wessel.
Wessel blev født i Vestby i Akershus i Norge. Efter afsluttede gymnasiestudier flyttede han i 1763 til Danmark for at fortsætte sit studium (Norge havde i sin tid ikke eget universitet.) Han blev cand.jur i 1778. Fra 1794 arbejdede han som landmåler og blev i 1798 kongelig inspektør for landmåling.
Den matematiske del af landmålingen førte ham til at udforske en geometrisk tolkning af de komplekse tal, og han skrev en grundlæggende afhandling: Om directionens analytiske betegnelse, som blev publiceret i 1799 af Videnskabernes Selskab. Da den var skrevet på dansk, forblev resultaterne relativt ukendte, og Jean-Robert Argand og Carl Friedrich Gauss kom senere, uafhængigt af Wessel, frem til de samme metoder. I dag regnes Wessel imidlertid som ophavsmand til idéen om at repræsentere komplekse tal som punkter i den komplekse plan; et koordinatsystem med en reel akse og en imaginær akse. Hans publikation blev genudgivet på fransk i 1899 og på engelsk med titlen On the analytic representation of direction i 1999.
Han er begravet på Assistens Kirkegård.